# Two Point Studios
Two Point Studios é uma desenvolvedora de jogos eletrônicos com sede na Inglaterra fundada em 26 de julho de 2016 por Ben Hymers, Mark Webley e Gary Carr. Carr e Webley haviam previamente trabalhado em jogos como Theme Hospital, Black & White e na série Fable para a Bullfrog Productions, mais tarde Lionhead Studios. A Two Point Studios contratou desenvolvedores destas empresas e também da Mucky Foot Productions. Em maio de 2019, a empresa foi comprada pela Sega.

## História
Em maio de 2017, a Two Point Studios anunciou que havia assinado uma parceria com a Sega para publicar um jogo de simulação. A parceria era parte do plano da Sega para localizar e apoiar desenvolvedores talentosos e trazer sua perícia para o mercado de jogos. John Clark, vice-presidente de publicações comerciais da Sega da Europa, afirmou que a visão da Two Point Studios é compatível com os princípios da Sega sobre criação de franquias.
A Two Point Studios revelou em janeiro de 2018 que seu primeiro jogo seria Two Point Hospital, um sucessor espiritual de Theme Hospital que seria lançado mais tarde naquele ano para Microsoft Windows. Os desenvolvedores queriam que esse fosse o primeiro de diversos outros jogos de simulação, inspirados pelos títulos da Bullfrog Productions, que já estavam sendo planejados e que teriam elementos narrativos em comum. Two Point Hospital foi lançado em 30 de agosto de 2018 e recebeu críticas "geralmente favoráveis".
Em junho de 2021, a Two Point Studios anunciou Two Point Campus, um jogo de simulação de construção de universidades. Apesar de ter sua data de lançamento inicialmente planejada para 17 de maio, ele foi adiado e lançado em 9 de agosto de 2022 e foi positivamente recebido pela crítica.

## Jogos desenvolvidos
| Ano  | Título             | Plataforma(s)                                                                     |
| ---- | ------------------ | --------------------------------------------------------------------------------- |
| 2018 | Two Point Hospital | Windows, MacOS, Linux                                                             |
| 2020 | Two Point Hospital | Nintendo Switch, PlayStation 4, Xbox One                                          |
| 2022 | Two Point Campus   | Windows, Nintendo Switch, PlayStation 4, PlayStation 5, Xbox One, Xbox Series X/S |